# Yōhei Nishibe
Yōhei Nishibe (西部 洋平 Nishibe Yōhei?, nacido el 1 de diciembre de 1980 en Hyogo) es un exfutbolista japonés que se desempeñaba como guardameta.

## Trayectoria

### Clubes
| Club              | País  | Año         |
| ----------------- | ----- | ----------- |
| Urawa Reds        | Japón | 1999 - 2003 |
| Kashima Antlers   | Japón | 2003        |
| Shimizu S-Pulse   | Japón | 2004 - 2010 |
| Shonan Bellmare   | Japón | 2011        |
| Kawasaki Frontale | Japón | 2012 - 2015 |
| Shimizu S-Pulse   | Japón | 2016 - 2020 |
| Kataller Toyama   | Japón | 2021 - 2023 |

## Estadística de carrera

### J. League
| Club              | Año   | J. League | J. League | Copa J. League | Copa J. League | Total | Total |
| Club              | Año   | Part.     | Goles     | Part.          | Goles          | Part. | Goles |
| ----------------- | ----- | --------- | --------- | -------------- | -------------- | ----- | ----- |
| Urawa Reds        | 1999  | 0         | 0         | 0              | 0              | 0     | 0     |
| Urawa Reds        | 2000  | 7         | 0         | 1              | 0              | 8     | 0     |
| Urawa Reds        | 2001  | 21        | 0         | 2              | 0              | 23    | 0     |
| Urawa Reds        | 2002  | 5         | 0         | 6              | 0              | 11    | 0     |
| Urawa Reds        | 2003  | 0         | 0         | 0              | 0              | 0     | 0     |
| Kashima Antlers   | 2003  | 0         | 0         | 0              | 0              | 0     | 0     |
| Shimizu S-Pulse   | 2004  | 27        | 0         | 6              | 0              | 33    | 0     |
| Shimizu S-Pulse   | 2005  | 29        | 0         | 7              | 0              | 36    | 0     |
| Shimizu S-Pulse   | 2006  | 34        | 0         | 4              | 0              | 38    | 0     |
| Shimizu S-Pulse   | 2007  | 33        | 0         | 4              | 0              | 37    | 0     |
| Shimizu S-Pulse   | 2008  | 21        | 0         | 8              | 0              | 29    | 0     |
| Shimizu S-Pulse   | 2009  | 14        | 0         | 2              | 0              | 16    | 0     |
| Shimizu S-Pulse   | 2010  | 32        | 0         | 8              | 0              | 40    | 0     |
| Shonan Bellmare   | 2011  | 38        | 0         | -              | -              | 38    | 0     |
| Kawasaki Frontale | 2012  | 28        | 0         | 3              | 0              | 31    | 0     |
| Kawasaki Frontale | 2013  | 23        | 0         | 3              | 0              | 26    | 0     |
| Kawasaki Frontale | 2014  | 20        | 0         | 1              | 0              | 21    | 0     |
| Kawasaki Frontale | 2015  | 11        | 0         | 3              | 0              | 14    | 0     |
| Shimizu S-Pulse   | 2016  | 6         | 0         | -              | -              | 6     | 0     |
| Shimizu S-Pulse   | 2017  | 0         | 0         | 0              | 0              | 0     | 0     |
| Total             | Total | 349       | 0         | 58             | 0              | 407   | 0     |